# Clítor (ciutat)
Clítor (grec antic: Κλείτωρ) fou una antiga ciutat d'Arcàdia. Es creu que el seu nom deriva del fet que estava situada en una plana tancada (κλείω 'tancar'), encara que la tradició deia que l'havia fundada Clítor, fill d'Azà i net d'Arcas, el primer rei d'Arcàdia.
El seu territori es deia Clitòria (Κλειτορία), i limitava a l'est amb Fèneos, a l'oest amb Psofis, al nord amb Cineta i Acaia i al sud amb Càfies, Trípoli i Telfusa. A la plana de Sudenà (Σουδενά, reanomenada Κάτω Λουσοί el 1928), a la vall alta de l'antic riu Ladó, afluent de l'Aroànios, hi havia la ciutat dependent de Lusos, que anteriorment havia estat independent, i a la vall baixa hi havia la mateixa Clítor.
L'heroi Clítor va lluitar contra el rei Soos d'Esparta que la va voler ocupar en temps mítics, però els habitants de Clítor eren coneguts pels seus desitjos de llibertat i van aconseguir vèncer Esparta. Després va conquerir Lusi, Paus i altres ciutats pròximes, i per commemorar aquestes conquestes van dedicar a Olímpia una estàtua colossal de Zeus que Pausànies encara va veure. Clítor va ser una ciutat important dins Arcàdia i a la guerra de Tebes va lluitar contra Orcomen. Més tard va formar part de la Lliga Aquea i va rebutjar els atacs dels etolis que volien escalar les seves muralles. Algunes reunions de la Lliga Aquea es van fer a la ciutat. Estrabó diu que al segle i aC ja estava destruïda, però en realitat va subsistir amb certa importància fins al temps de Septimi Sever.
Pausànies fa una breu descripció de la ciutat i diu que hi havia temples dedicats a Demèter, Asclepi i Ilitia, i que a 4 estadis de la ciutat hi havia un temple dedicat als Dioscurs, que anomenaven «els grans déus». Més enllà, al cim d'una muntanya situada a 30 estadis, hi havia un gran temple dedicat a Atena, on se celebraven uns festivals anuals.
Les seves ruïnes es diuen avui Paleópoli, i són pròximes al llogaret de Clitoria, fins a 1912 anomenat Mazeica (grec: Μαζέικα).
Segons els escriptors antics hi havia a la ciutat una famosa font que qui bevia de la seva aigua perdia per sempre el gust pel vi. Segons algunes tradicions, Melamp va purificar en aquestes aigües a les filles del rei Pretos, les Prètides, que es van tornar boges i vagaven per tot el Peloponès. Pausànies encara explica una altra meravella de la ciutat. Diu que el riu Aorànios, que passava pel territori, tenia uns peixos anomenats poikilíai (ποικιλίαι) que cantaven com els tords. Diu que s'hi va estar tot un dia, sobretot al capvespre, que deien que era l'hora que cantaven més, però no els va sentir en cap moment. D'aquests peixos en parlen també Ateneu de Nàucratis i Plini el Vell.